# ليو فونغ
ليو فونغ (بالصينية: 冯天伦) هو كاتب سيناريو ومنتج أفلام وممثل صيني، ولد في 23 نوفمبر 1928 في غوانزو في الصين.

## وصلات خارجية
- ليو فونغ على موقع IMDb (الإنجليزية)
- ليو فونغ على موقع روتن توميتوز (الإنجليزية)
- ليو فونغ على موقع قاعدة بيانات الفيلم (الإنجليزية)